# Bulevar Chaharbagh de Isfahán
El bulevar Chaharbagh de Isfahán es un histórico bulevar de Isfahán (en Irán) que data del  período del Imperio safávida (siglo XVI) y que desemboca en el puente monumental Si-o-se Pol. 
El famoso bulevar de Champs-Élysées de París fue diseñado según este hermoso paseo del interior de la ciudad.
- Datos: Q746410
- Multimedia: Chaharbagh (Isfahan) / Q746410